# Yésica Toscanini
Yésica Toscanini (Junín, Província de Buenos Aires, Argentina, 9 de març de 1986) és una supermodel professional argentina.
La model va protagonitzar conjuntament amb el cantant Enrique Iglesias, el videoclip del tema "Do You Know", del seu últim disc "Insomniac". El vídeo va ser gravat a Los Angeles. A més va participar en dues edicions de la revista Sports Illustrated Swimsuit Edition 2006 i 2007.